# La Loupe

La Loupe este o comună în departamentul Eure-et-Loir, Franța. În 1 ianuarie 2022 avea o populație de 3.230 de locuitori.